# NGC 322B
NGC 322B je spiralna galaktika u zviježđu Feniksu.

## Vanjske poveznice
- (engl.) SEDS: NGC 322
- (engl.) Hartmut Frommert: Revidirani Novi opći katalog
- (engl.) Izvangalaktička baza podataka NASA-e i IPAC-a
- (engl.) Astronomska baza podataka SIMBAD
- (engl.) VizieR
- DSS-ova slika NGC 322
- (engl.) Auke Slotegraaf: NGC 322 Deep Sky Observer's Companion
- (engl.) Courtney Seligman: Objekti Novog općeg kataloga: NGC 300 - 349